# 시리아의 국장

시리아의 국장

시리아의 국장은 시리아를 상징하는 문장으로 현재의 국장은 2025년 7월 3일에 제정되었다. 이전의 국장에는 쿠라이시의 매라고 부르는 금색 매 모양의 디자인 가운데에는 세로 방향으로 그려진 시리아의 국기 문양의 방패가 그려져 있다. 매가 발톱에 붙잡고 있는 두루마리에는 시리아의 공식 명칭인 "시리아 아랍 공화국"(아랍어: الجمهورية العربية السورية)이 아랍어로 쓰여져 있었다.
아랍 연합 공화국 시대였던 1958년부터 1961년까지는 살라딘의 독수리라고 부르는 금색 독수리 모양의 디자인을 한 국장을 사용하였다.

## 그 외의 문장

시리아의 대통령 문장
시리아의 총리 문장

## 역대 시리아의 국장

1930년~1958년 시리아의 국장
1958년-1961년 아랍 연합 공화국의 국장
1961년~1963년 시리아 공화국의 국장
1963년~1972년 시리아 공화국의 국장
1972년~1980년 아랍 공화국 연방의 국장
1980년~2024년 시리아 아랍 공화국의 국장
2024년~2025년 시리아 과도 정부의 임시 국장

## 같이 보기
- 시리아의 국기
- 팔레스타인의 국장
- 이집트의 국장